# Amstrad CPC

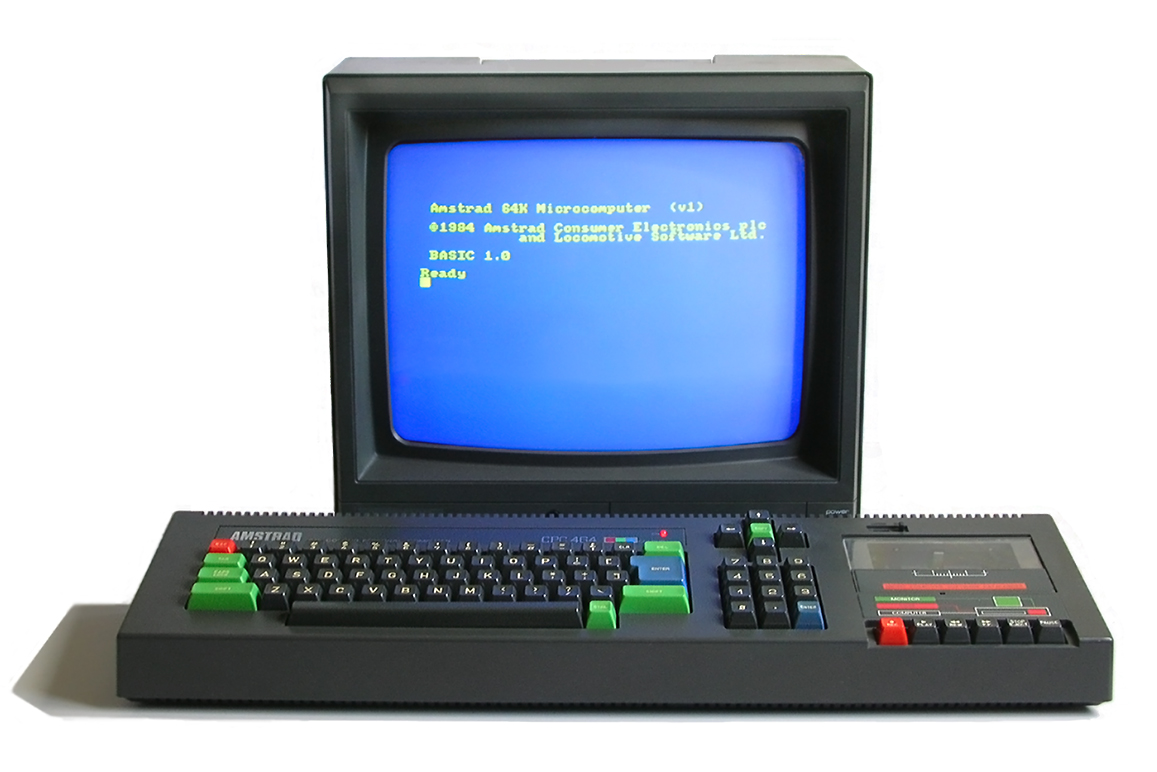
De Amstrad CPC 464 met CTM 640 monochroombeeldscherm

De Amstrad CPC is een 8-bit homecomputer en werd gefabriceerd door Amstrad tussen 1984 en 1990. De afkorting “CPC”' staat voor Colour Personal Computer. Hoewel, het was eveneens mogelijk om een monochrome variant, met een GT64/65 beeldscherm, te kopen. De standaard variant was echter de CTM640/644 en beschikte over een kleurenbeeldscherm.
Het eerste model, dat werd geïntroduceerd in 1984, was ontworpen als directe concurrent van de Commodore 64 en Sinclair ZX Spectrum.